# Il coraggio della verità
Il coraggio della verità (Courage Under Fire) è un film del 1996 diretto da Edward Zwick.

## Trama
Il colonnello carrista Nat Serling viene assegnato ad una commissione di inchiesta, istituita per l'assegnazione della medaglia d'onore del congresso postuma al capitano elicotterista Karen Walden, deceduta in azione durante la guerra del Golfo. Il conferimento dell'onorificenza è caldamente auspicato dalla Casa Bianca, in quanto si tratterebbe della prima assegnazione ad una donna nella storia delle forze armate statunitensi e, prima dell'avvio dell'inchiesta, è già prevista la cerimonia, con la presenza del Presidente, il quale consegnerebbe personalmente la medaglia alla figlia piccola.
Serling, che vive un forte conflitto interiore per avere causato la morte di un amico, ordinando erroneamente l'apertura del fuoco contro un carro armato americano durante un'azione notturna, inizia la sua indagine con l'interrogatorio dei superstiti di un Black Hawk abbattuto che il capitano era andato a soccorrere, i quali possono testimoniare solo sulla distruzione di un carro armato iracheno che li minacciava da un'altura ad opera dell'Huey pilotato da Karen ma di non essere in grado di riferire su quanto avvenuto nel periodo intercorso tra l'abbattimento del suo elicottero, l'arrivo dei soccorsi ed il bombardamento della zona, salvo l'avere udito distintamente, prima dell'evacuazione dei superstiti, alcune raffiche di M16.
Il colonnello, che viene contattato spesso ma senza rispondergli, dal giornalista del Washington Post Tony Gartner, che sta indagando sull'incidente che lo ha coinvolto, prosegue l'inchiesta con gli interrogatori ai componenti dell'equipaggio dell'elicottero di Karen, iniziando con Rady, il quale tuttavia, rimasto incosciente dopo essere stato ferito, può solo riferire della distruzione del carro armato iracheno prima dell'abbattimento, sostenendo che Karen, non avendo l'elicottero bombe da sganciare, ha dato ordine di lanciarvi sopra un serbatoio supplementare di carburante, incendiandolo dopo la caduta con una pistola lanciarazzi.
Il secondo ad essere interrogato è lo specialista Ilario che, concordando con la versione di Rady su quanto avvenuto prima di precipitare, riferisce di una sparatoria avvenuta durante la notte, nella quale Karen è rimasta ferita all'addome; afferma inoltre che il comportamento della donna è stato ineccepibile. Tuttavia il mattino dopo, durante l'attacco della fanteria irachena rallentata da due Cobra e prima dell'evacuazione, l'ufficiale era rimasta uccisa dallo scoppio di una granata. Dopo che i superstiti erano saliti sull'elicottero il sergente Monfriez, non ricevendo risposta da parte di Ilario sulle condizioni di Karen, era tornato indietro per accertarsene di persona. Aveva quindi riferito al pilota la morte della sua comandante: tutta la zona quindi poteva essere liberamente bombardata da due Thunderbolt. Monfriez nega inoltre di aver sentito raffiche di M-16, che invece erano state udite chiaramente dall'equipaggio del Black Hawk.
Serling, dopo avere ricevuto notizia dal generale Hershberg, suo superiore, che l'inchiesta a suo carico non è conclusa, interroga Monfriez, il quale, diversamente da quanto dichiarato da Ilario, sostiene di essere stato lui a suggerire il lancio del serbatoio sul carro armato, che Karen, durante la notte, aveva suggerito di arrendersi e che, durante l'evacuazione, presa dal panico gli aveva sparato con una pistola, provocando lo scoppio della granata che l'aveva uccisa e che nessuno aveva sparato con l'M16, poiché le munizioni erano finite. Rintracciato l'ultimo componente dell'equipaggio, il soldato Altameyer, morente per cancro all'addome, Serling riesce solo a sapere che lui e Monfriez hanno mentito ma questi, sentendosi allo scoperto, rifiuta di cambiare la sua versione e si suicida, lanciandosi con la sua automobile contro un treno in arrivo.
Il colonnello, dopo avere trovato Ilario, nel frattempo datosi latitante dopo la scoperta della sua dipendenza dall'eroina, viene a sapere da lui l'esatto svolgimento dei fatti: durante l'assedio Monfriez aveva tentato di scappare, Karen gli puntò la pistola minacciandolo di mandarlo alla corte marziale e ordinando di consegnare la sua mitragliatrice M60, e poi sparò ad un soldato iracheno alle spalle del sergente; Monfriez pensò che sparasse a lui e fece fuoco a sua volta, colpendola allo stomaco. In seguito Karen aveva promesso di fargli rapporto. Durante l'evacuazione la donna restò indietro a coprire i quattro sparando con l'M16, mentre loro andavano all'elicottero; una volta a bordo dell'elicottero Monfriez, alla richiesta del pilota, gli aveva risposto che il capitano era morto; Altameyer, troppo debole per opporsi, non era riuscito a smascherare il sergente Monfriez, mentre Ilario era stato minacciato da Monfriez in seguito e temendo per la sua vita non aveva negato.
Scagionato dalle accuse a suo carico Serling sostiene la necessità di riferire la verità su quanto è realmente successo al capitano Karen Walden, presentando il suo rapporto al generale e trovando il coraggio di raccontare ai genitori dell'amico, deceduto durante l'azione, la sua responsabilità nell'accaduto.

## Accoglienza

### Incassi
Il film ha incassato 59 031 057 dollari negli Stati Uniti e 100 860 818 dollari complessivamente, a fronte di un budget di 46 000 000.